# Alister McIntyre
Sir Meredith Alister McIntyre OCC OM (* 29. März 1932 in Grenada (nach anderen Quellen 1930); † 20. April 2019) war ein Diplomat aus Grenada und zwischen 1974 und 1977 Generalsekretär der Karibischen Gemeinschaft (CARICOM).

## Leben
McIntyre studierte nach dem Schulbesuch an der London School of Economics and Political Science sowie an der University of Oxford.
Später wurde er Mitarbeiter im Sekretariat der CARICOM, ehe er 1974 als Nachfolger von William Demas deren Generalsekretär wurde und dieses Amt bis 1977 ausübte.
Im Anschluss wurde er 1977 Mitarbeiter der Konferenz der Vereinten Nationen für Handel und Entwicklung (UNCTAD) und war zunächst Direktor der Rohstoffabteilung. Später wurde er Stellvertretender Generalsekretär und war 1985 kurzzeitig auch amtierender Generalsekretär nach dem Ende der Amtszeit von Gamani Corea.
Im Anschluss war McIntyre von 1988 bis 1998 Vizekanzler der University of the West Indies.
Nach dem Ende seiner Tätigkeit bei der UNCTAD war er außerdem Assistent des Generalsekretärs der Vereinten Nationen und Generaldirektor der UN-Hauptabteilung für Entwicklung und wirtschaftliche Zusammenarbeit. Später war er noch Technischer Chefberater der Regionalen Verhandlungsplanung in der Karibik in Jamaika sowie Sondervertreter des UN-Generalsekretärs im Grenzkonflikt zwischen Guyana und Venezuela.
Des Weiteren war McIntyre Vorsitzender der Expertengruppe des Commonwealth of Nations für eine Neue Internationale Wirtschaftsordnung und auch für das Internationale Schulden- und Entwicklungsforum tätig. Daneben gehörte er zur Unabhängigen Expertengruppe von Interamerikanischer Entwicklungsbank (IDB) und Organisation Amerikanischer Staaten (OAS) für Kleinwirtschaft und Integration in die westliche Hemisphäre.
Für seine Verdienste erhielt er unter anderem 1994 den Order of the Caribbean Community sowie den jamaikanischen Order of Merit.